# 占板面积

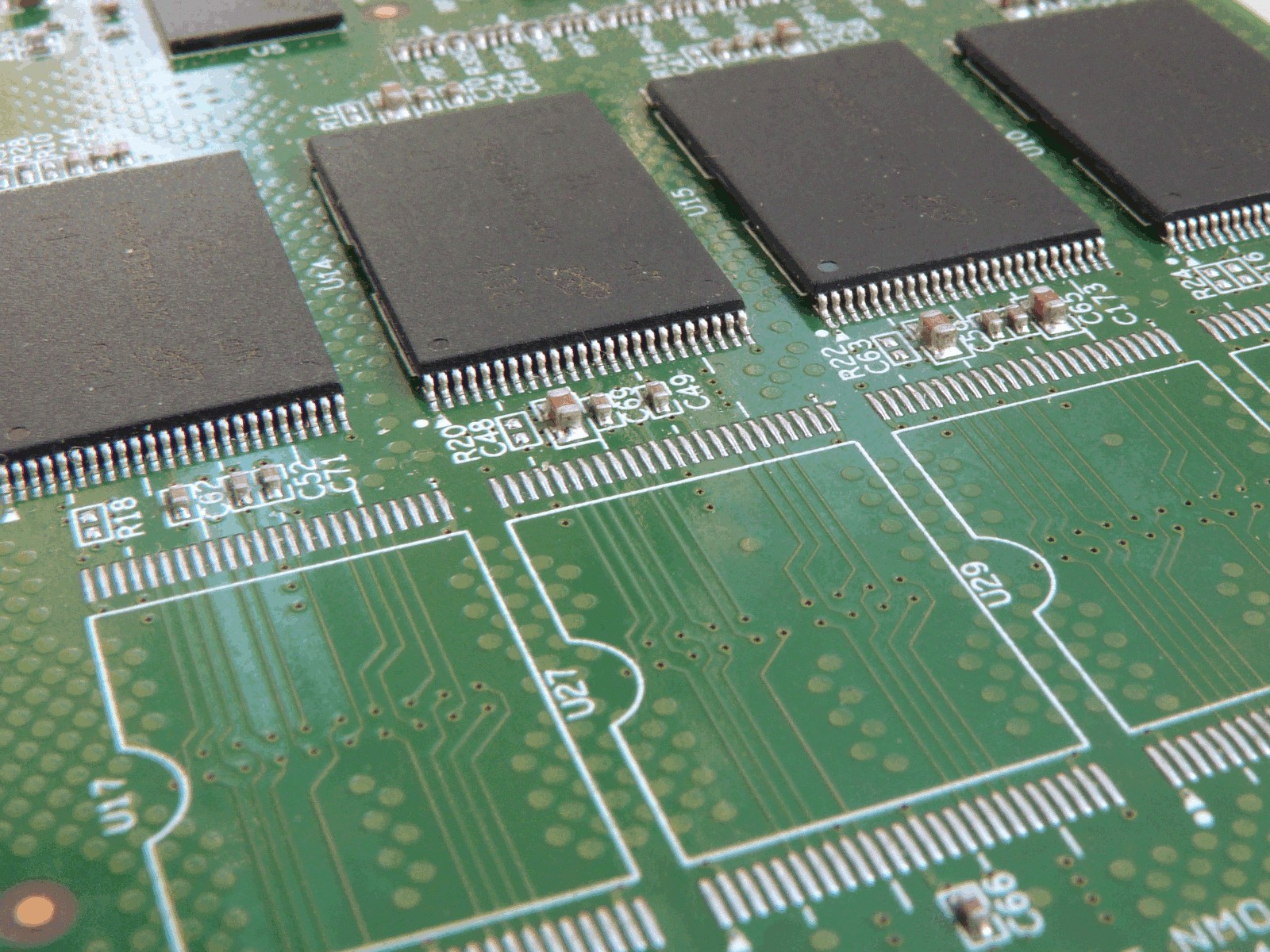
印刷電路板上有擺件（後方）及未擺件（前方）的TSOP元件footprint

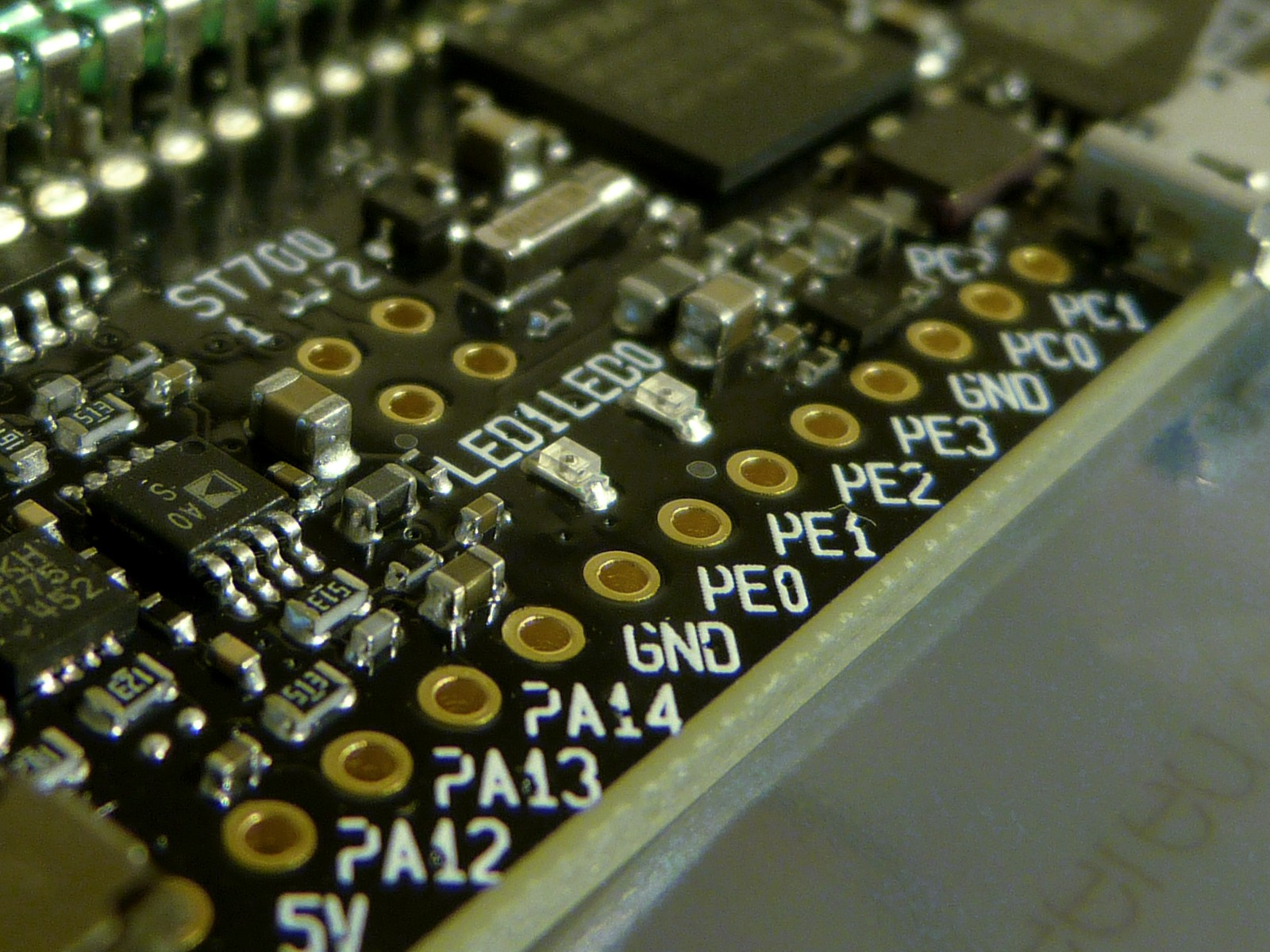
一排的通孔，可以做為排针的footprint

占板面积（footprint）是印刷电路板上針對表面安装技术（SMT）元件接觸銲點的配置，或是通孔插装技术的通孔配置，目的是讓電氣元件及積體電路可以固定在印刷电路板上，且可以和電路的其他部份相連接。電路板上的占板面积需要和元件的引腳一致。
元件製造商一般會對一個產品生產許多和其他競品針腳兼容的型號，讓系統整合者方便更換零件，不需要修改印刷电路板上的占板面积。這對系統整合者降低成本很有幫助，尤其是針腳很密集的球柵陣列封裝（BGA）元件，其中的銲點可能會連接到印刷电路板上的其他層。
許多元件製造商（像是德州儀器及CUI）也會提供其元件的占板面积資料。占板面积的來源也包括第三方廠商，例如SnapEDA。